# Jonas Van Genechten
Jonas Van Genechten (Lobbes, 16 september 1986) is een voormalig Belgisch wielrenner die als beroepsrenner uitkwam voor onder meer IAM en B&B Hotels p/b KTM.

## Belangrijkste overwinningen
2007
1e etappe Ronde van de Haut-Anjou
2009
Zellik-Galmaarden
2011
Kattekoers
2013
GP Pino Cerami
2014
Gullegem Koerse
4e etappe Ronde van Polen
Druivenkoers Overijse
GP Fourmies
2015
4e etappe Ronde van Wallonië
2e etappe Eurométropole Tour
2016
7e etappe Ronde van Spanje
2018
Omloop van het Houtland

## Resultaten in voornaamste wedstrijden
| Jaar | Ronde van Italië | Ronde van Frankrijk | Ronde van Spanje |
| ---- | ---------------- | ------------------- | ---------------- |
| 2012 |                  |                     |                  |
| 2013 |                  |                     |                  |
| 2014 |                  |                     |                  |
| 2015 |                  |                     |                  |
| 2016 |                  |                     | 144e (1)         |
| 2017 |                  |                     | opgave           |
| 2018 |                  |                     |                  |
| 2019 |                  |                     |                  |
| 2020 |                  |                     |                  |
| 2021 |                  |                     |                  |

| Jaar | Milaan-San Remo | Gent-Wevelgem | Ronde van Vlaanderen | Parijs-Roubaix | Parijs-Tours |  | Wereldranglijsten |
| ---- | --------------- | ------------- | -------------------- | -------------- | ------------ |  | ----------------- |
| 2012 |                 | 142e          | opgave               |                |              |  |                   |
| 2013 |                 |               |                      |                |              |  |                   |
| 2014 |                 |               |                      |                | 20e          |  | 161e (UWT)        |
| 2015 | 132e            | opgave        |                      | opgave         | 69e          |  | 172e (UWT)        |
| 2016 |                 |               |                      | 60e            | ↑            |  | 126e (UWT)        |
| 2017 |                 |               |                      | 28e            |              |  |                   |
| 2018 |                 |               | opgave               | 83e            | 20e          |  | 246e (UWR)        |
| 2019 |                 |               | 88e                  | buit.tijd      |              |  | 346e (UWR)        |
| 2020 |                 | opgave        |                      |                |              |  |                   |
| 2021 |                 | opgave        |                      | opgave         |              |  |                   |

## Ploegen
2007 –  Storez Ledecq Matériaux
2008 –  Groupe Gobert.com.ct
2009 –  Vérandas Willems
2010 –  Vérandas Willems
2011 –  Wallonie Bruxelles-Crédit Agricole
2012 –  Lotto-Belisol
2013 –  Lotto-Belisol
2014 –  Lotto-Belisol
2015 –  IAM Cycling
2016 –  IAM Cycling
2017 –  Cofidis, Solutions Crédits
2018 –  Vital Concept Cycling Club
2019 –  Vital Concept-B&B Hotels
2020 –  B&B Hotels-Vital Concept p/b KTM
2021 –  B&B Hotels p/b KTM
Baïolet · Bille · Collaers · Criquielion · Degand · Habeaux · Kuyckx · Muscat · Paquet · Pardini · Pratte · Van den Houte · van Dijk · Van Hoecke · Van Melsen · Vangenechten · Vanlandschoot · Zingle · Stenuit (stagiair)
D.Cappelle · A.Cappelle · Collaers · De Wilde · Degand · Habeaux · Paquet · Polazzi · Renders · Stenuit · Van Den Bossche · Van den Houte · van Dijk · Van Melsen · Vangenechten · Vanlandschoot
Bertrand · Bille · Chevalier · De Witte · Devillers · Dufrasne · Giaux · Legrand · Mottet · Pardini · Polazzi · Prémont · Rouet · Stenuit · Van Hoecke · Vangenechten
Bak · Bille · Bulgaç · Cordeel · De Clercq · De Greef · Debusschere · Dehaes · Dockx · Greipel · Hansen · Henderson · Kaisen · Meersman · Neyens · Reynés · Robert · Roelandts · Sieberg · Sohrabi · Van der Sande · Van De Walle · D. Vanendert · J. Vanendert · van Leijen · Vangenechten · Wellens · Van den Broeck · Willems · Sprengers (stagiair) · Wippert (stagiair) 
Bak · Bellemakers · Bille · Bulgaç · Cordeel · De Clercq · De Greef · Debusschere · Dehaes · Dockx · Greipel · Hansen · Henderson · Kaisen · Meersman · Neyens · Reynés · Robert · Roelandts · Sieberg · Van der Sande · Van De Walle · D. Vanendert · J. Vanendert · van Leijen · Vangenechten · Wellens · Van den Broeck · Willems · Broeckx (stagiair) · Carolus (stagiair) 
Armée · Bak · Boeckmans · Breen · Broeckx · De Bie · Debusschere · De Clercq · Dehaes · Dockx · Gallopin · Greipel · Hansen · Henderson · Kaisen · Ligthart · Monfort · Roelandts · Sieberg · Vallée · Van den Broeck · Van der Sande · D. Vanendert · J. Vanendert · Van Genechten · Vervaeke · Wellens · Willems · Benoot (stagiair) · Meurisse (stagiair) · Naesen (stagiair)
Aregger · Brändle · Chavanel · Chevrier · Clement · Coppel · Degand · Denifl · Devenyns · Elmiger · Enger · Frank · Fumeaux · Haussler · Hollenstein · Kluge · Lang · Pantano · Pellaud · Pelucchi · Pineau · Reichenbach · Reynés · Saramotins · Schelling · Tanner · Vangenechten · Warbasse · Wyss
Aregger · Brändle · Chevrier · Clement · Coppel · Denifl · Devenyns · Elmiger · Enger · Frank · Fumeaux · Haussler · Hollenstein · Howard · Kluge · Laengen · Lang · Naesen · Pantano · Pellaud · Pelucchi · Reynés · Saramotins · Tanner · Vangenechten · Warbasse · Wyss · Zaugg
Bagot · Bonnafond · N. Bouhanni · R. Bouhanni · Chetout · Claeys · Cousin · Edet · Godon · Hofstetter · Laporte · Le Turnier · Lemoine · Maté · Navarro · Perez · Rossetto · Sénéchal · Simon · Soupe · A. Turgis · J. Turgis · Van Genechten · Van Staeyen · Vanbilsen · Venturini · Barceló (stagiair) · Lafay (stagiair) · T. Turgis (stagiair)
Bagot · Boeckmans · Coquard · Corbel · Courteille · De Backer · Ermenault · Fournier · Garel · Lammertink · Le Bon · Lecroq · Manzin · Morice · Mottier · Müller · Pacher · Reza · Turgis · Van Genechten